# Idiocerus immaculatus
Idiocerus immaculatus är en insektsart som beskrevs av Hamilton 1980. Idiocerus immaculatus ingår i släktet Idiocerus och familjen dvärgstritar. Inga underarter finns listade i Catalogue of Life.